# Felsen und Hangwälder im Altmühltal und Wellheimer Trockental

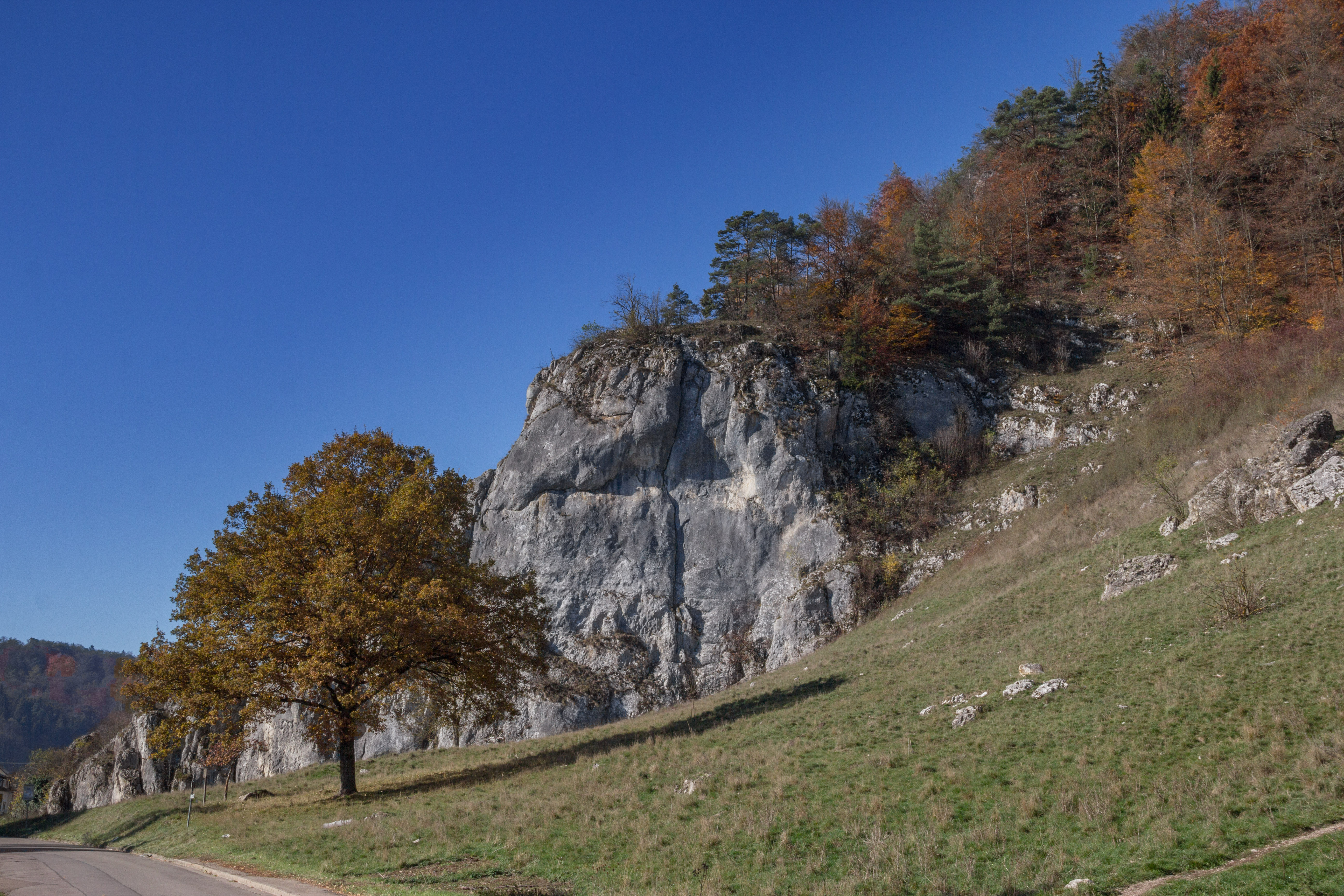
Dohlenfelsen, Geotop, Naturpark und LSG Altmühltal (2015)

Felsen und Hangwälder im Altmühltal und Wellheimer Trockental (ID: 7132-471) ist der Name eines Europäischen Vogelschutzgebietes in Bayern. Es dient im Rahmen der 1979 in Kraft getretenen Vogelschutzrichtlinie (Natura 2000) im Wesentlichen der Umsetzung der Berner Konvention und hat eine Fläche von 3.611 Hektar.
Das Gebiet liegt zum größten Teil im oberbayerischen Landkreis Eichstätt, teils auch in den benachbarten Landkreisen Weißenburg-Gunzenhausen (Mittelfranken) und Neuburg-Schrobenhausen (Oberbayern). Es umfasst den Süden der Fränkischen Alb mit buchenreichen Hangwäldern, Felsen, Magerrasen, Wacholderheiden und teilweise breiten Talauen, wie etwa das Altmühltal oder das Wellheimer Trockental. Es handelt sich um kein geschlossenes Gebiet, sondern es besteht aus zahlreichen kleineren Teilen.
Das Vogelschutzgebiet liegt innerhalb der naturräumlichen Haupteinheit Südliche Frankenalb (082).